# Санта Марија деле Грације (Потенца)
Санта Марија деле Грације (итал. Santa Maria delle Grazie) је насеље у Италији у округу Потенца, региону Базиликата.
Према процени из 2011. у насељу је живело 64 становника. Насеље се налази на надморској висини од 918 м.